# Death Race 2
Death Race 2 è un film diretto da Roel Reiné. Nonostante sia uscito nel 2010, cioè due anni dopo il primo Death Race interpretato, fra gli altri, da Jason Statham e Joan Allen, costituisce un antefatto della pellicola appena citata.

## Trama
A Terminal Island, un carcere statunitense costruito sull'oceano, distante alcune miglia dalla terraferma, scoppia una violenta lite fra gruppi di detenuti rivali. Allarmato, il direttore manda subito a sedare la rissa degli agenti in tenuta antisommossa, i quali riescono poco dopo a riportare la calma, lasciando tuttavia dietro di loro alcune vittime fra i prigionieri, il tutto ripreso e documentato da un gruppo di giornalisti.
Carl Lucas è uno dei più abili scagnozzi di Markus Kane, un malavitoso. Un pomeriggio, quest'ultimo gli commissiona un colpo in banca, affidandogli, fra i componenti del gruppo che deve aiutarlo a realizzare la rapina, un suo giovane nipote, Vinnie, al quale l'uomo tiene particolarmente.
Nel frattempo, alla Weyland International, compagnia che organizza programmi televisivi, s'incontrano il titolare (il Sig. Weyland), il direttore di Terminal Island e September Jones, la giornalista che aveva effettuato il servizio durante la lite fra i detenuti. Quest'ultima, che è una donna cinica e spietata, ex Miss Universo privata del titolo a seguito di uno scandalo sessuale, suggerisce ai due la creazione di un programma dove i detenuti, combattendo corpo a corpo fra loro, possano sfogare i loro istinti più animali.
Nello stesso momento, in un'altra zona della città, Lucas e il suo gruppo di rapinatori arrivano alla banca indicatagli da Markus Kane per realizzare il colpo. Tuttavia, mentre Lucas si trova in auto per fare il "palo", giungono sul posto due poliziotti, che entrano nella banca stessa. Preso dal panico, l'uomo chiama i suoi scagnozzi, ordinandogli di uscire e lasciar perdere tutto, ma si trova di fronte alla testardaggine di Vinnie, che, volendo portare a termine quella che è diventata una rapina rischiosa, non lo ascolta. Costretto così ad entrare in banca per cercare di aiutare i suoi ragazzi, viene coinvolto in una sparatoria con gli agenti, durante la quale uccide un giovane poliziotto accorso sul posto per aiutare i suoi colleghi. Successivamente catturato dopo un folle inseguimento in auto, viene accusato di omicidio e rinchiuso a Terminal Island.
In seguito, il procuratore distrettuale gli propone, dietro immunità, di testimoniare contro Kane, dal momento che nessuno, fra le forze federali, è ancora riuscito ad avere le prove delle sue malefatte. Volendo tuttavia rimanere fedele al suo ex capo, Lucas rifiuta e la sua condanna all'ergastolo viene convalidata. Ugualmente intimorito che il suo ex scagnozzo lo possa tradire, Kane ordina ai suoi uomini rimasti di farlo uccidere.
Nel frattempo, Lucas scopre che in prigione viene organizzato Death Match, ovvero il programma televisivo suggerito a Weyland dalla Jones, la quale ne è diventata la direttrice e presentatrice assoluta. L'evento, seguitissimo, prevede che due detenuti, messi uno contro l'altro, lottino fra di loro o fino alla morte o alla resa di uno dei due. In caso di parità, è invece prevista l'eliminazione di entrambi. A coreografia del tutto, vengono chiamate dal vicino carcere femminile alcune ragazze, fra le quali Katrina, che adocchia subito Lucas. L'incontro della serata, fra i detenuti Xander Grady e 14K, il capo della triade del carcere, termina con quest'ultimo che, inaspettatamente, grazia l'avversario, andando contro le regole del programma. Ciò provoca, durante la diretta, un calo vertiginoso degli ascolti, cosa che fa infuriare September Jones che decide di escludere il detenuto dal programma. A seguito poi di indici di share sempre più deludenti, Weyland mette alle strette la donna, invitandola a risolvere la situazione al più presto, pena il rimpiazzo.
Il mattino successivo, Lucas viene messo al corrente dal direttore del carcere che Keane lo sta cercando. L'uomo fa poi la conoscenza di Goldberg e Rocco, due detenuti assieme ai quali viene messo a lavorare nelle officine del carcere. Qui scopre che i prigionieri fondono delle vecchie auto per costruire armi e proiettili a basso costo. Attirato da una delle vetture, Lucas decide di provarla contro ogni regola nel percorso stradale che fa il giro della prigione, attirando così l'attenzione di September, presente sul posto per presentare la puntata serale del suo programma. Poco dopo, la donna gli organizza un'imboscata, facendolo attaccare da Bill, un altro detenuto, per testare le sue capacità nella lotta. Dopo averlo visto avere la meglio sull'avversario, si precipita dal direttore, esprimendo il suo desiderio d'averlo come protagonista a Death Match. Il direttore tenta invano di opporre resistenza, dicendole quanto Lucas sia importante per le autorità, poiché considerato ancora un testimone chiave contro Keane. Tuttavia, la donna, nel suo cinismo, ignora le sue parole e quella sera, mentre Lucas sta facendo la doccia, lo raggiunge nei bagni, per imporgli di partecipare al programma. Di fronte al rifiuto categorico di Lucas, la direttrice, minacciando ritorsioni, se ne va.
Poco dopo, durante la puntata serale del programma, vengono estratti per la lotta Big Bill, il detenuto che aveva attaccato Lucas qualche ora prima e Lists, un ragazzo mite, affetto da balbuzia, amico di Lucas. Consapevole che il giovane non può affatto competere con l'avversario, Lucas sollecita September per fargli prendere il suo posto, ma la donna non lo ascolta, dicendogli invece con ironia che spera che il suo amico venga ucciso per alzare gli indici d'ascolto. Aiutato allora da Katrina, Lucas entra nell'area della lotta, iniziando così a scontrarsi con Big Bill. Sollecitati dalla cosa, gli altri detenuti riescono a sradicare le barriere di protezione dell'arena, iniziando così una rissa generale che porta gli indici d'ascolto a percentuali vertiginose. Tuttavia, allarmato dalla situazione, il direttore fa interrompere la trasmissione ed intervenire gli agenti per riportare la calma, provocando così le ire della presentatrice, alla quale l'uomo risponde togliendole la sua disponibilità ad organizzare ancora lo show nella sua prigione. Le immagini degli scontri, trasmessi poco dopo nel telegiornale, arrivano fino a casa di Kane, che credeva Lucas ormai morto da tempo. In preda al panico, il malavitoso decide di riunire tutti i suoi scagnozzi, promettendo un milione di dollari di ricompensa a colui che riuscirà ad infiltrarsi nel carcere ed uccidere il suo ex socio.
In seguito Weyland, vista la figuraccia fatta nell'ultima puntata di Death Match, è intenzionato a sopprimere il programma e a licenziare September  ma la donna, con un abile ricatto, riesce a ribaltare la situazione in suo favore, proponendo che invece della lotta venga fatta una corsa automobilistica da tenersi nel perimetro stradale della prigione, una corsa ad eliminazione diretta, usando le auto e le armi prodotte dai detenuti nelle officine. Entusiasta Weyland decide di aggiungere spettacolo alla cosa mettendo il palio la libertà a colui che vincerà cinque corse e ribattezza il programma Death Race.
La corsa, composta da nove piloti affiancati dalle stesse ragazze che c'erano a Death Match, fra le quali Katrina che si mette in coppia con Lucas, ha inizio. Durante la prima sessione, grazie ad una intercettazione audio, la Jones scopre il piano di Kane per eliminare Lucas, così, quella sera, dopo essere riuscita ad estorcere altri dettagli del piano ad un detenuto, lo fa uccidere, poi mette in isolamento Lucas, vincitore della giornata, non rinunciando tuttavia a continuare a farlo partecipare alla gara nella speranza di fargli avere una morte spettacolare per i suoi spettatori. Organizza poi un incontro fra Katrina e Kane, durante la quale il malavitoso la ricatta, dicendogli che se non l'aiuterà ad uccidere il suo ex socio la farà uccidere a sua volta.
Il giorno successivo, grazie agli ascolti stellari ottenuti da Death Race, la donna riesce a far cacciare il direttore del carcere, contrario al programma. Sparge poi la voce della ricompensa offerta da Kane per la morte di Lucas all'intera prigione, in modo da mettergli contro quanti più detenuti possibile. Durante la seconda sessione di gara, però, accade l'imprevedibile: dopo aver saputo del piano di Kane, Lucas salva la vita a 14K, speronato da un avversario che si apprestava ad ucciderlo. 14K, difatti, capo della triade del carcere, un gruppo che non accetta ricatti né compromessi, ha come regola "una vita per una vita" ed avendo salvato la sua, Lucas si ritrova ad avanzare un favore dall'asiatico. Poco dopo, però, le armi di difesa e d'offesa dell'auto di Lucas smettono improvvisamente di funzionare, cosa che fa capire a Goldberg e Lists, suoi colleghi ai box, che la vettura è stata manomessa. Rendendosi conto della cosa, Big Bill si mette alle calcagna di Lucas, lanciandogli poi contro un missile a ricerca termica. Di fronte al precipitare della situazione, Lucas decide di salvare Katrina espellendola fuori dall'auto con il seggiolino eiettabile, poi il razzo lo colpisce e l'auto prende fuoco. La Jones ordina d'inquadrare in primo piano l'agonia di Lucas per ottenere più ascolti possibile, mentre sul luogo accorrono subito Katrina, Goldberg, Lists e 14K, che si rendono però conto di non poter far nulla per salvare l'amico. Le immagini dell'incendio vengono viste da Kane, il quale crede finalmente morto il suo ex socio. Tornati alle officine, Goldberg affronta Rocco, accusandolo di essere il sabotatore dell'auto, in quanto solo lui aveva messo le mani nel'impianto interno della vettura. Katrina parla invece con 14K, chiedendogli di rispettare la regola della triade, alla quale l'asiatico risponde di sapere già come agire.
Riuscito a sopravvivere all'incendio dell'auto anche se gravemente ustionato, Lucas viene portato in ospedale, dove September impone ai medici di dichiarare la morte dell'uomo anche se ancora in vita per evitare che riprenda la caccia nei suoi confronti. Successivamente, alla Weyland International, la donna presenta al Sig. Weyland la scheda della futura sostituta del direttore del carcere (Hennessey del primo film), annunciandogli poi che il programma è pronto a trasmettere pure sul web. Decide poi di organizzare il ritorno di Lucas alla gara, facendolo passare per un personaggio misterioso chiamato Frankenstein e di fargli portare sul viso una maschera al fine di nascondere le orribili conseguenze delle ustioni riportate. Potendo contare sempre sulle cinque corse das vincere, Lucas è di fatto libero e credendolo morto, Kane ha smesso di cercarlo. Di fronte al diniego di Lucas, la donna minaccia di far uccidere Katrina qualora non accettasse di partecipare al suo progetto.
Lucas finisce allora per accettare, così, la sera della prima di una nuova sessione di gare, si presenta in pista con la maschera sul viso, attirando subito l'attenzione di tutti. Nel frattempo, alcuni sicari agli ordini di 14K, raggiungono la casa di Kane e lo uccidono, saldando in tal modo il debito. Lists invece, recatosi nelle docce mentre Rocco è intento a lavarsi, lo sgozza per vendicare l'amico. Poco dopo, la prima sessione della gara ha inizio. Tutte le vetture partono, mentre Lucas "Frankenstein" rimane fermo allo start per qualche secondo, poi scatta per qualche metro in retromarcia, andandosi poi a girare contromano sulla pista. Innestando poi la prima, Lucas si precipita verso September Jones e la investe, uccidendola sotto gli occhi di milioni di telespettatori. Vedendo la scena da un locale notturno, l'ex direttore del carcere esulta, offrendo da bere a tutti gli avventori, mentre il Sig. Weyland, dal suo ufficio, guarda soddisfatto lo schermo. Lucas "Frankenstein" riprende poi la corsa, facendo nello stesso tempo capire a Katrina di essere ancora vivo e di essere pronto a dare vita al mito del suo nuovo personaggio.

## Produzione
Il 7 dicembre 2009 è stato annunciato che Roel Reiné avrebbe diretto il film. Nel marzo 2010 sono iniziate le riprese in Sudafrica.
La colonna sonora è in buona parte composta da brani dei Celldweller.

## Automobili
| Personaggio   | Automobile         |
| ------------- | ------------------ |
| Carl Lucas    | Ford Mustang GT    |
| Big Bill      | Dodge Ram          |
| Xander        | 1966 Buick Riviera |
| 14K           | Porsche 911        |
| Calin         | Pontiac TransAm    |
| Hillbilly Con | BMW E32            |
| Scarface      | Chrysler 300C      |
| Sheik         | Jaguar XJS         |
| Apache        | 1972 Buick Riviera |

## Distribuzione
Il film, a differenza del primo, è uscito il 27 dicembre 2010 solo per il mercato home video, ovvero in DVD e in Blu-ray. In Italia è stato distribuito esclusivamente in DVD e Blu Ray a partire dal 23 febbraio 2011.. Il 3 ottobre 2010 è stato pubblicato il primo trailer.

## Citazioni
In alcune scene del film, è possibile osservare su di un televisore al plasma alcune scene dell'originale Anno 2000: La corsa della morte, capostipite della serie di Death Race.

## Sequel
Nel 2013 esce il sequel Death Race 3 - Inferno, terzo capitolo della saga iniziata con Death Race.